# Bengal Subah
Bengal Subah, o subah de Bengala, va ser una subdivisió de l'Imperi Mogol que actualment representa l'estat modern de Bangladesh, així com els actuals estats indis de Bengala Occidental i Orissa, entre els segles xvi i xviii. L'estat va ser creat després de la dissolució del Sultanat de Bengala, quan la regió va ser absorbida per un dels imperis més grans del món. Els mogols van tenir un paper molt important en el desenvolupament de la cultura i la societat bengalí. Cap al segle xviii, la Bengala mogol va emergir com un estat gairebé independent.

## Història

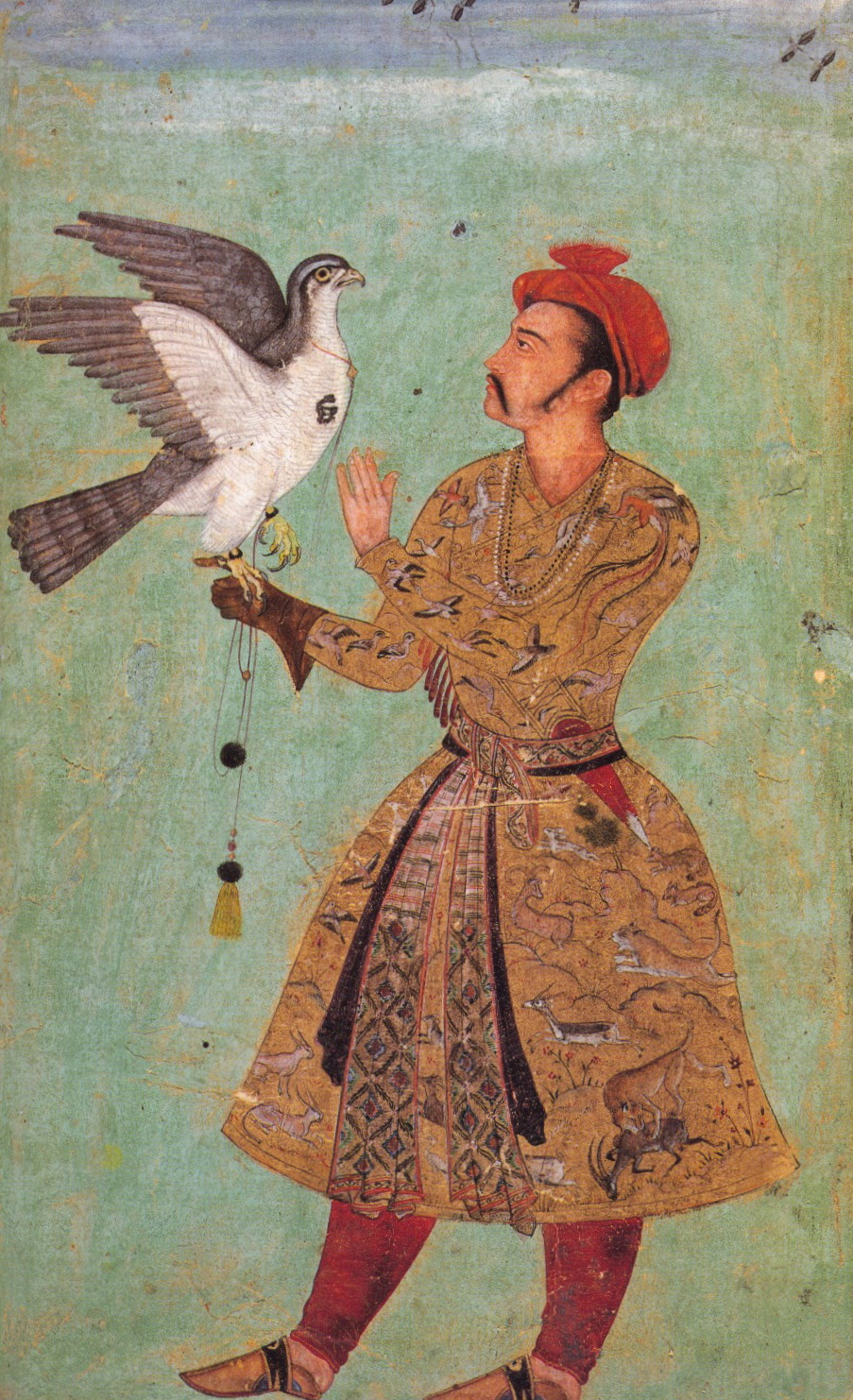
Akbar va desenvolupar el calendari bengalí modern

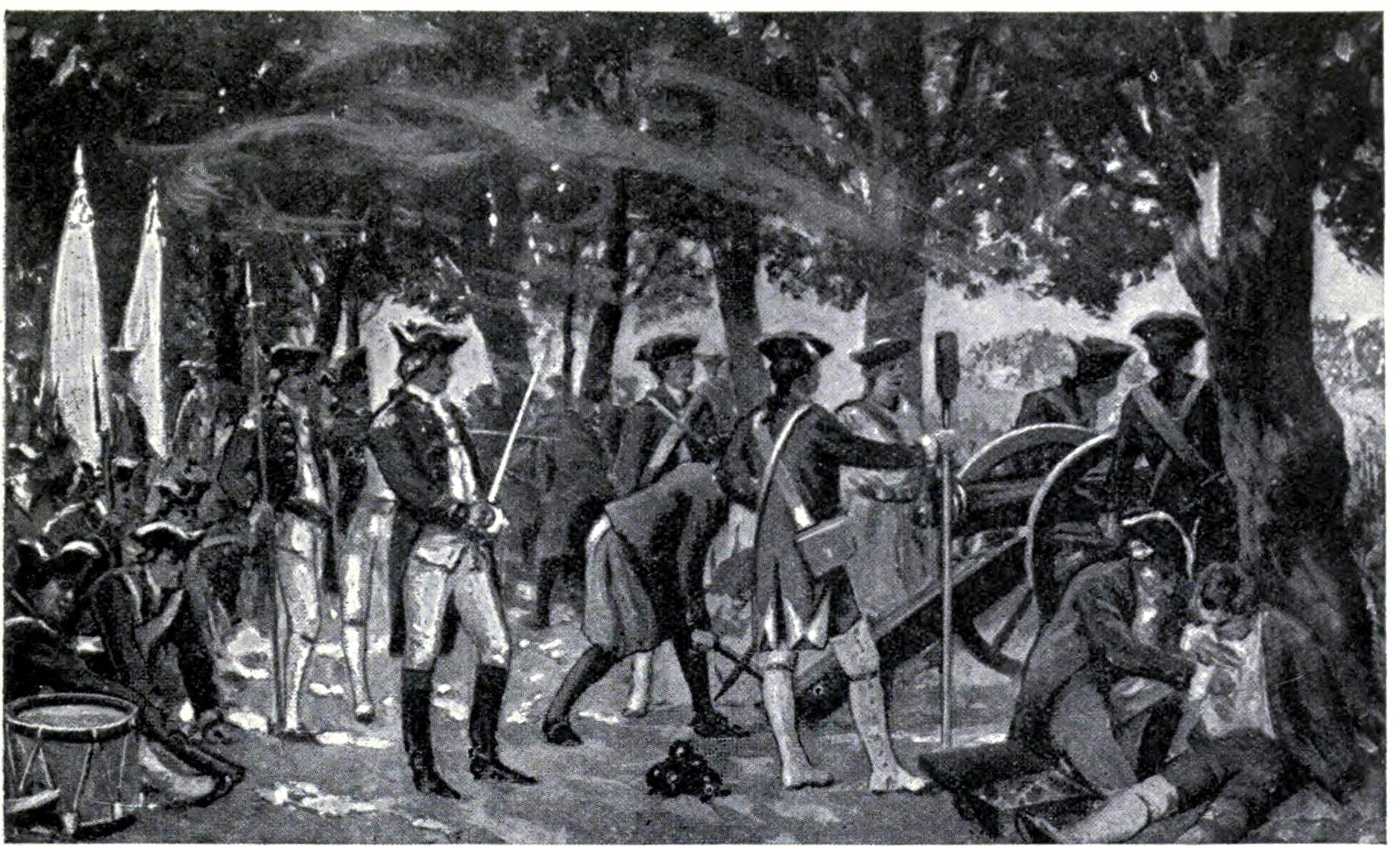
Soldats britànics disparant contra les forces bengalís des de sota un hort de mangos a Plassey, 1757

Després de la derrota del sultà de Bengala, l'expansionista Dawud Khan Kararani, a Rajmahal el 1576, el Padixah (emperador) mogol Akbar el Gran va anunciar la creació de Bengala com una de les dotze subah (províncies principals) originals, fent frontera amb les subahs de Bihar i Orissa, així com amb Birmània.
Cap al segle xvii, els mogols havien eliminat l'oposició dels terratinents Baro-Bhuyan, entre els quals destacava principalment Isa Khan. Així, Bengala va quedar integrada en un poderós i pròsper imperi, i que també destacava per una política imperial de governs plurals. Els mogols van construir una nova metròpoli imperial a Dhaka a partir del 1610, amb fortificacions molt desenvolupades, jardins, tombes, palaus i mesquites. Dhaka seria la capital mogol de Bengala durant 75 anys. La ciutat va ser reanomenada en honor de l'emperador Jahangir. Dhaka va convertir-se en la capital comercial de l'imperi Mogol, principalment a conseqüència del fet que era el centre des d'on s'exportava el principal bé de l'imperi: els teixits de cotó de mussolina.
La conquesta mogol de Chittagong, el 1666, va derrotar el regne d'Arakan (birmà), restablint el control bengalí de la ciutat portuària, la qual van reanomenar com Islamabad. La regió fronterera de Chittagong Hill Tracts va convertir-se així en un estat tributari de la Bengala mogol, i es va signar un tractat amb el poble cercle chakma el 1713.
Entre el 1576 i el 1717, Bengala va estar governada per un Subedar (governador imperial) mogol. Normalment aquesta figura era ocupada per un membre de la família imperial. El virrei príncep Xa Shuja era el fill de l'emperador Xa Jahan. Durant els combats que van sorgir durant el procés de successió amb els seus germans, els prínceps Aurangazeb, Dara Shukoh i Murad Bakhsh, el príncep Shuja es va proclamar a si mateix emperador mogol a Bengala. No obstant, més tard seria derrotat pels exèrcits d'Aurangazeb. Shuja va fugiar al regne d'Arakan, on ell i tota la seva família van ser assassinats per ordre del rei a Mrauk U. Shaista Khan va ser un virrei molt influent durant el regnat d'Aurangazeb. Va consolidar el control mogol sobre l'est de Bengala. El príncep Muhàmmad Azam Xah, que també va ser virrei de Bengala, va estar instal·lat al tron mogol durant quatre mesos el 1707. El virrei Ibrahim Khan II va donar permisos als comerciants anglesos i francesos per realitzar activitats comercials a Bengala. El darrer virrei, el príncep Azim-us-Shan, va donar permisos per l'establiment de la Companyia Britànica de les Índies Orientals a Fort William, a Calcuta; de la Companyia Francesa de les Índies Orientals a Fort Orleans, a Chandannagar; i de la Companyia Neerlandesa de les Índies Orientals a Chinsurah. Durant el mandat d'Azim-us-Shan, el seu primer ministre, Murshid Quli Jafar Khan va destacar com una figura molt poderosa a Bengala, fent-se amb el control de les finances imperials. Quan Azim-us-Shan va ser transferit a Bihar, el 1717 el Tribunal mogol va decidir elevar la posició de primer ministre al títol de Nabab de Bengala, de caràcter hereditari. Khan va fundar una nova capital, Murshidabad, i els seus descendents van constituir la dinastia Nasiri. Més tard, el 1740, Alivardi Khan va fundar una nova dinastia. Els nababs van governar sobre un territori que incloïa Bengala, Bihar i Orissa.
L'autoritat del Tribunal mogol es va desintegrar molt de pressa durant el segle xviii, just després de l'aparició de l'Imperi Maratha a l'Índia, i de les invasions de Nàdir-Xah Afxar de Pèrsia i Àhmad Xah Durrani de l'Afganistan. A Bengala, durant aquest període les elits van acumular molta riquesa, mentre que els salaris dels treballadors van baixar molt.
Els nababs de Bengala van començar a realitzar tractats amb diversos poders colonials europeus, incloses companyies estatals del Regne Unit, l'Àustria dels Habsburg, el Regne de Dinamarca i Noruega, el Regne de França o la República neerlandesa.
L'Imperi Maratha, de caràcter hindú, va iniciar un seguit d'assalts brutals contra el pròsper estat bengaló durant el segle xviii, col·laborant en el declivi dels nababs de Bengala. Una dècada d'expedicions maratha a Bengala, durant el període 1740-1750, va forçar al Nabab de Bengala a pagar 1,2 milions de rúpies anualment com a Chauth de Bengala i Bihar als marathas, assegurant-se així el comrpomís d'aquests de no envair Bengala mai més. Aquestes expedicions, liderades per Raghuji Bhonsle de Nagpur, també van provocar el control De facto, per part dels Maratha, sobre Orissa, la qual va ser formalment incorporada a l'Imperi Maratha el 1752. The Nawab of Bengal also payed Rs. 3.2 million to the Marathas, towards the arrears of chauth for the preceding years. Aquest chauth va ser pagat anualment per part del Nabab de Bengala als marathas fins al 1758, moment en què els britànics van ocupar Bengala.
Cap a finals del segle xviii, la Companyia Britànica de les Índies Orientals es va consolidar com el poder militar més rellevant de la regió, derrotant a Siraj ud-Daulah, aliat de Franá, a la batalla de Plassey, el 1757, principalment gràcies a la traïció d'un dels generals de confiança del Nabab, Mir Jafar. Així, la companyia va aconseguir control administratiu sobre els dominis del Nabab, inclosa Bengala, Bihar i Orissa. A més, també van aconseguir el dret de reclamar els impostos, en nom del Tribunal mogol, després de la batalla de Buxar, el 1765. Bengala, Bihar i Orissa van passar a formar part de la Presidència de Bengala, i el 1793 annexades a l'Imperi Britànic. La rebel·lió índia de 1857 va acabar formalment amb l'autoritat del tribunal mogol, moment en què el Raj Britànic va substituir el Domini de la Companyia a l'Índia.
D'altres poders europeus també van establir petites colònies a l'antic territori mogol de Bengala, inclosa la Companyia Neerlandesa de les Índies Orientals, amb establiments a la Bengala neerlandesa; establiments colonials francesos a Chandannagar; assentaments colonials danesos a Serampore; i la Companyia d'Ostende de la monarquia dels Habsburg, que va establir-se a Bankipur.

## Campanyes militars

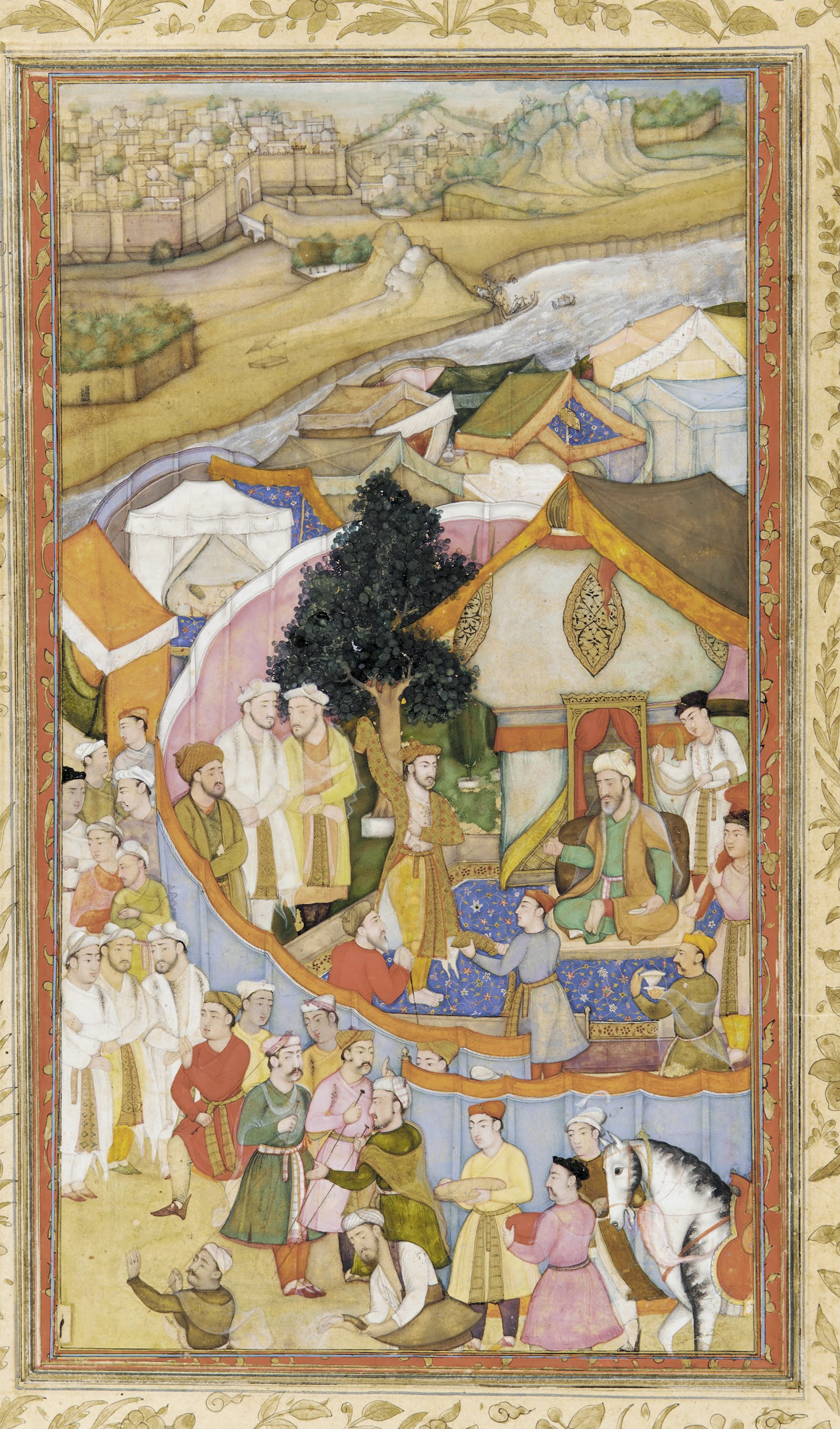
Daud Khan rab un vestit de part de Munim Khan, virrei de Bengala

En la taula següent hi ha un resum amb els principals enfrontaments militars en què es va veure implicafa la Bengala mogol:-
| Conflicte                    | Any(s)    | Líder(s)                                   | Enemic              | Líder(s) rival                 | Resultat           |
| ---------------------------- | --------- | ------------------------------------------ | ------------------- | ------------------------------ | ------------------ |
| Batalla de Tukaroi           | 1575      | Akbar                                      | Sultanat de Bengala | Daud Khan Karrani              | Victòria mogol     |
| Batalla de Raj Mahal         | 1576      | Khan Jahan I                               | Sultanat de Bengala | Daud Khan Karrani              | Mughal victory     |
| Conquesta de Bhati           | 1576–1611 | Khan Jahan I Shahbaz Khan Kamboh Man Singh | Baro-Bhuyan         | Isa Khan Musa Khan             | Victòria mogol     |
| Conflictes Ahom-Mogols       | 1615–1682 | Qasim Khan Chishti Mir Jumla Ram Singh I   | Regne Ahom          | Reis Ahom                      | Victòria assamesa  |
| Guerra Mogol-Arakan          | 1665–1666 | Shaista Khan                               | Regne de Mrauk U    | Thiri Thudhamma                | Victòria mogol     |
| Invasions maratha de Bengala | 1741-51   | Alivardi Khan                              | Imperi Maratha      | Raghuji Bhonsle Janoji Bhonsle | Victòria maratha   |
| Batalla de Plassey           | 1757      | Siraj ud-Daulah                            | Imperi Britànic     | Robert Clive                   | Victòria britànica |

## Reforma agrària
Els mogols van iniciar un important projecte de desenvolupament econòmic al delta de Bengala, el qual va transformar les seves característiques demogràfiques. El govern va netejar una gran superfície de boscos a la regió fèrtil dels Bhatti per expandir la terra cultibable. També va encoratjar l'arribada de colons, inclosos agricultors i jagirdars per poblar el delta. Es van nomenar sufís per exercir el càrrec de cap dels poblats. L'emperador Akbar va readaptar el calendari bengalí per millorar les collites i la recol·lecció d'impostos. Gràcies a aquestes mesures la regió es va convertir en la productora de gra més important del subcontinent.
Els líders sufís locals combinaven pràctiques culturals islàmiques i bengalís, desenvolupant el què més tard seria la societat musulmana-bengalí.

## Arquitectura
L'arquitectura mogol va desenvolupar-se a Bengala entre els segles XVI, XVII i XVIII, essent el primer exemple la Mesquita de Kherua, a Bogra (1582). A Bengala l'arquitectura mogol va substituir l'anterior arquitectura existent durant el Sultanat. Va ser a Dhaka que l'estil imperial era més esplèndid. Situat a la vora del riu Buriganga, l'antiga ciutat mogol va ser descrita com la Venècia de l'est. El seu Fort de Lalbagh tenia un disseny molt elaborat i complex de jardins, fonts, una mesquita, una tomba, una sala d'audiències (Diwan-i Khas) i un tancat emmurallat amb portes. El Gran Caravanserai i el Shaista Khan Caravanserai de Dhaka eren centres comercials molt rellevants. Altres monuments destacats de la ciutat eren el Dhanmondi Shahi Eidgah (1640), la Mesquita de Sat Gambuj (ca. 1664–76), la Mezquita de Shahbaz Khan (1679) i la Mezquita de Khan Mohammad Mridha (1704). La ciutat de Murshidabad també es va convertir en un important enclavament de l'arquitectura mogol sota els Nababs de Bengala, amb la Mezquita Caravanserai (1723) essent el seu màxim exponent.
En el món rural, l'estil indígena bengalí-musulmà va seguir desenvolupant-se, amb alguns components d'origen mogol. Un dels exemples més destacats d'aquest estil és la Mezquita Atiya de Tangail Tangail (1609). Moltes obres d'art de l'arquitectura hindú de temples de terracota també provenen d'aquest període, com ara el Temple de Kantajew (1704) o els temples de Bishnupur (1600–1729).

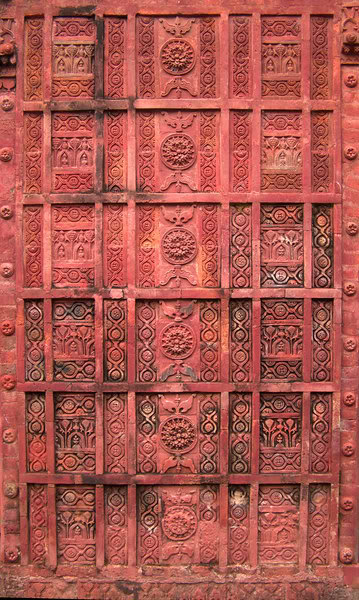
Relleu en una mesquita
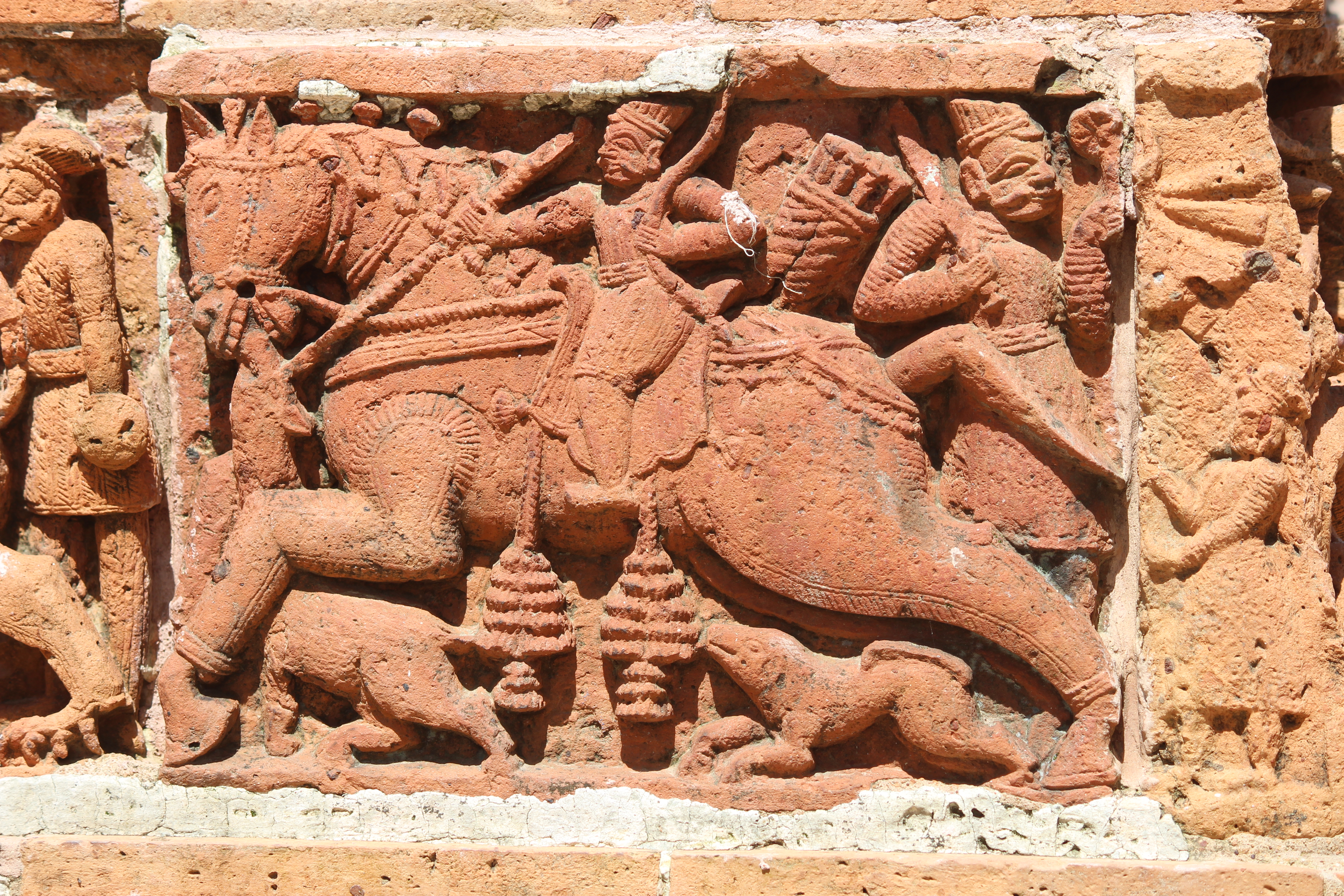
Relleu en un temple
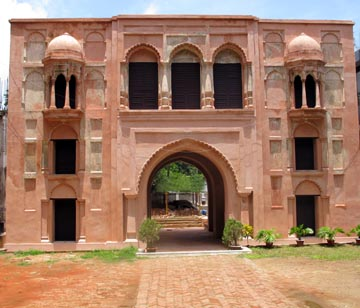
Un pavelló reial
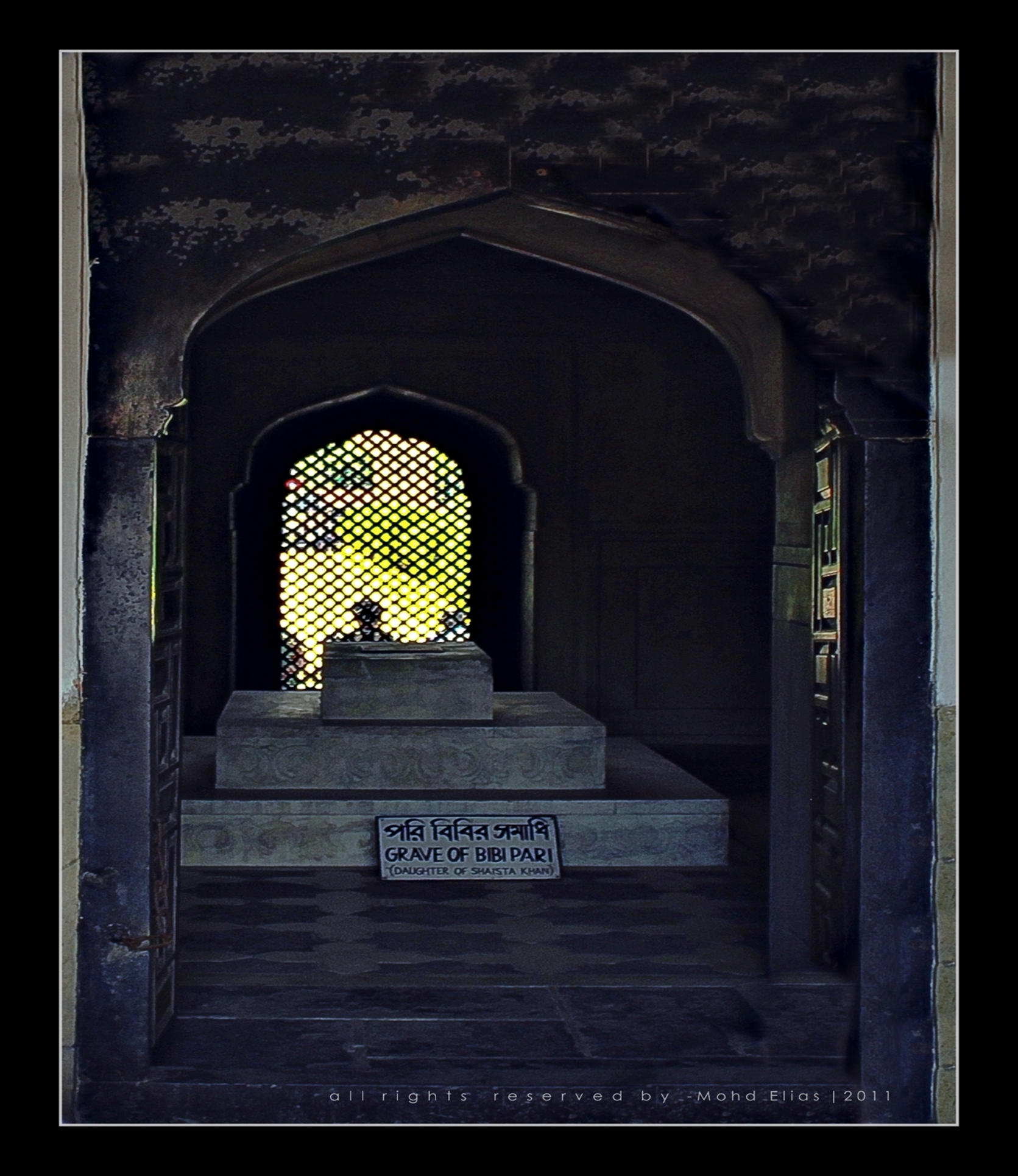
Mausoleu
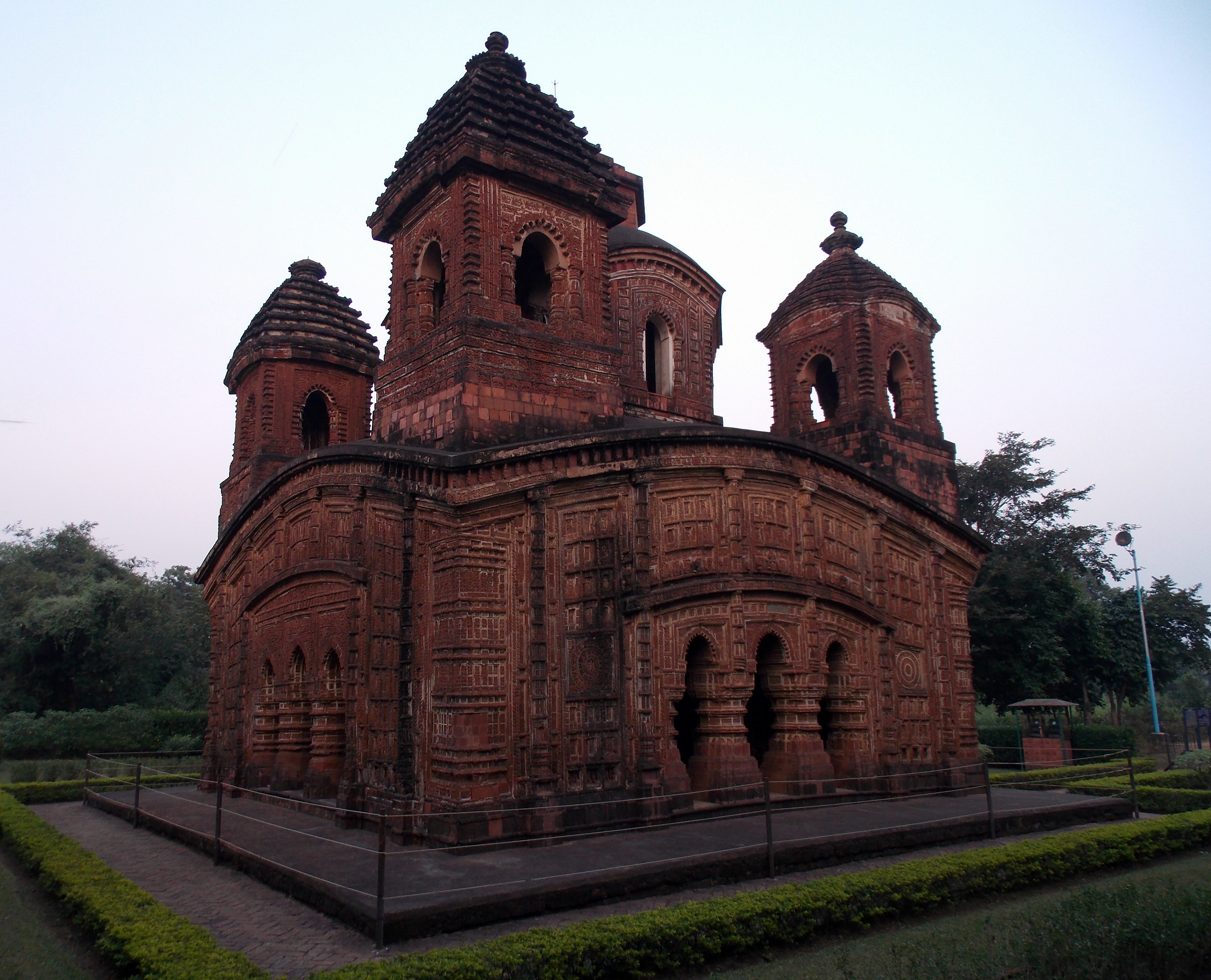
Temple de Panchchura
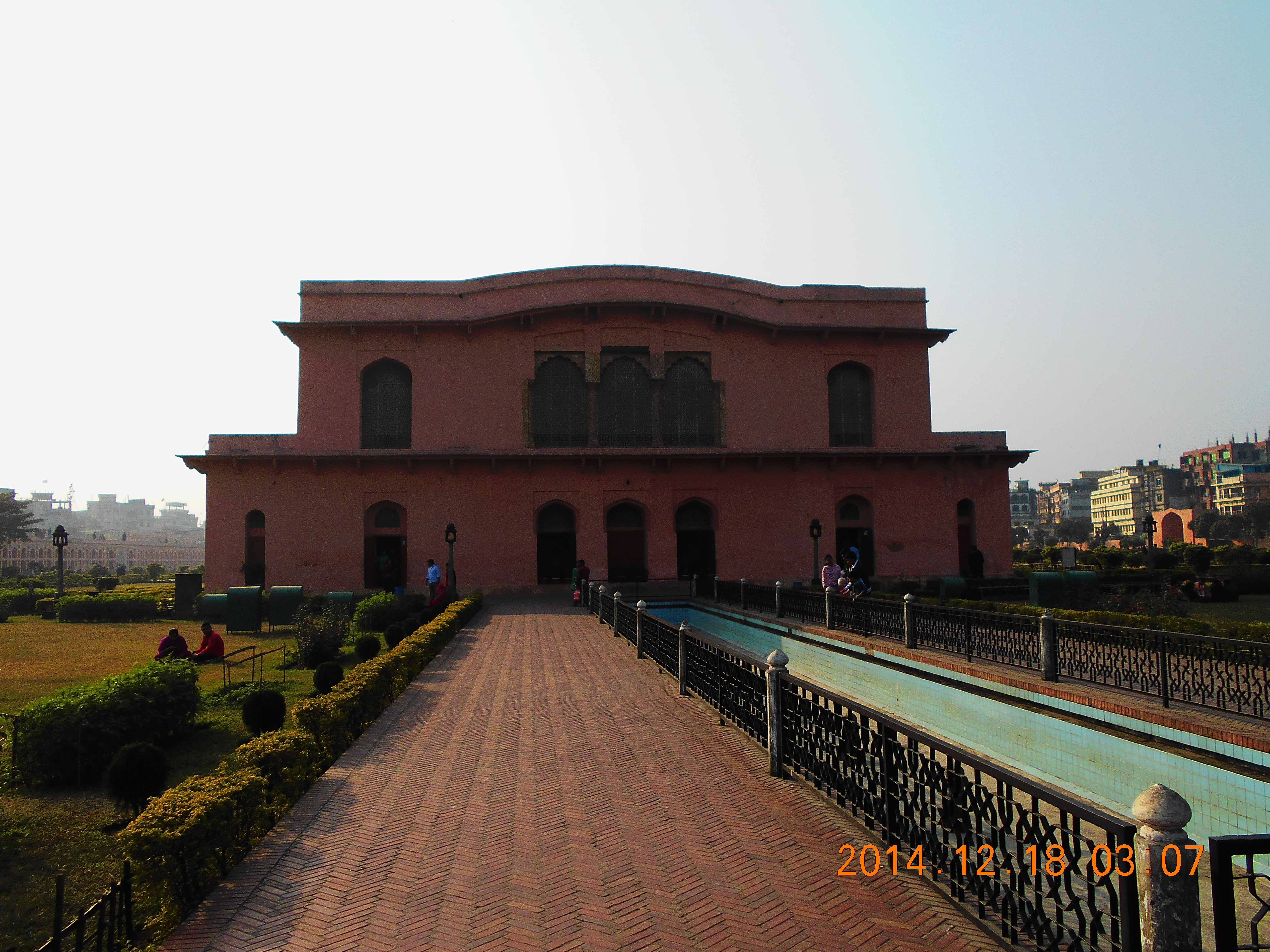
Sala d'audiències i Hammam del Fort de Lalbagh
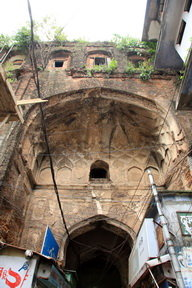
Porta de Bara Katra

## Art
L'autèntic art bengalí mogol es pot apreciar a la fàbrica de mussolina de Jamdani (que vol dir "flor" en persa). L'elaboració practicada a Jamdani va ser desenvolupada primer pels teixidors perses. Aquest art va passar a mans dels telers bengalís musulmans coneguts com a juhulas. La indústria artesana estava, històricament, localitzada al voltant de la ciutat de Dhaka, que tenia al voltant de 80.000 teixidors. Jamdanis, tradicionalment, empleava uns dissenys geomèrtics amb figures florals. Sovint, aquests motius eren similars a les teles de l'art iranià (motius buta) i de l'art tèxtil occidental (paisley). Els jamdanis de Dhaka disfrutaven d'un seguiment constant, a més de rebre patronatge imperial tant de la cort mogol de Delhi, com dels nababs de Bengala.
També va florir un estil provincià de pintura mogol bengalí a Murshidabad, durant el segle xviii. La pintura de segells i les figures esculpides d'ivori també eren presents.

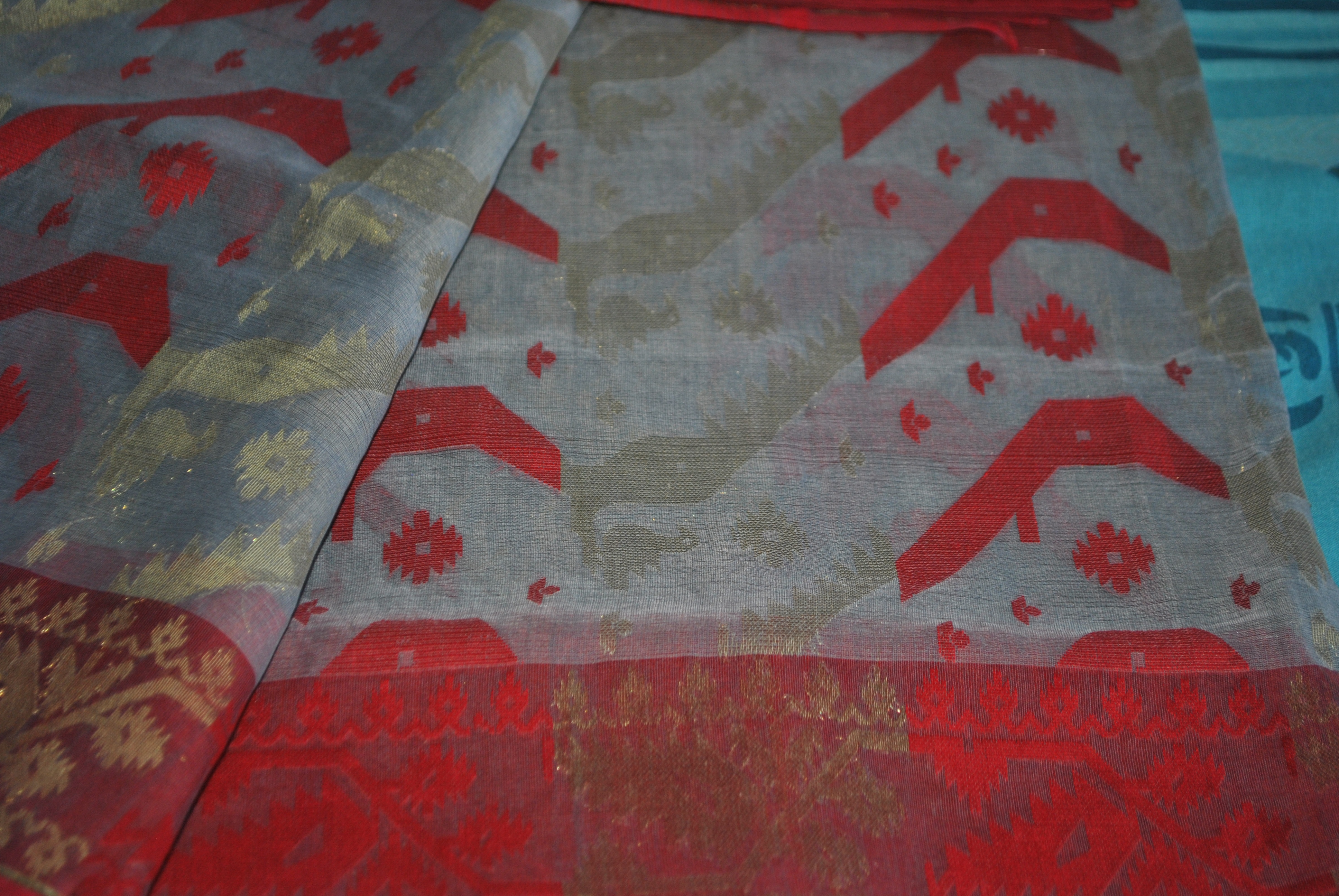
La mussolina de Jamdani és un llegat de la Bengala mogol
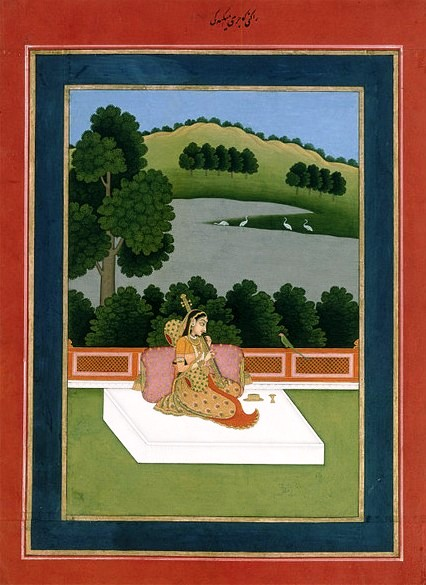
Pintura d'estil Murshidabad d'una dona tocant el sitar
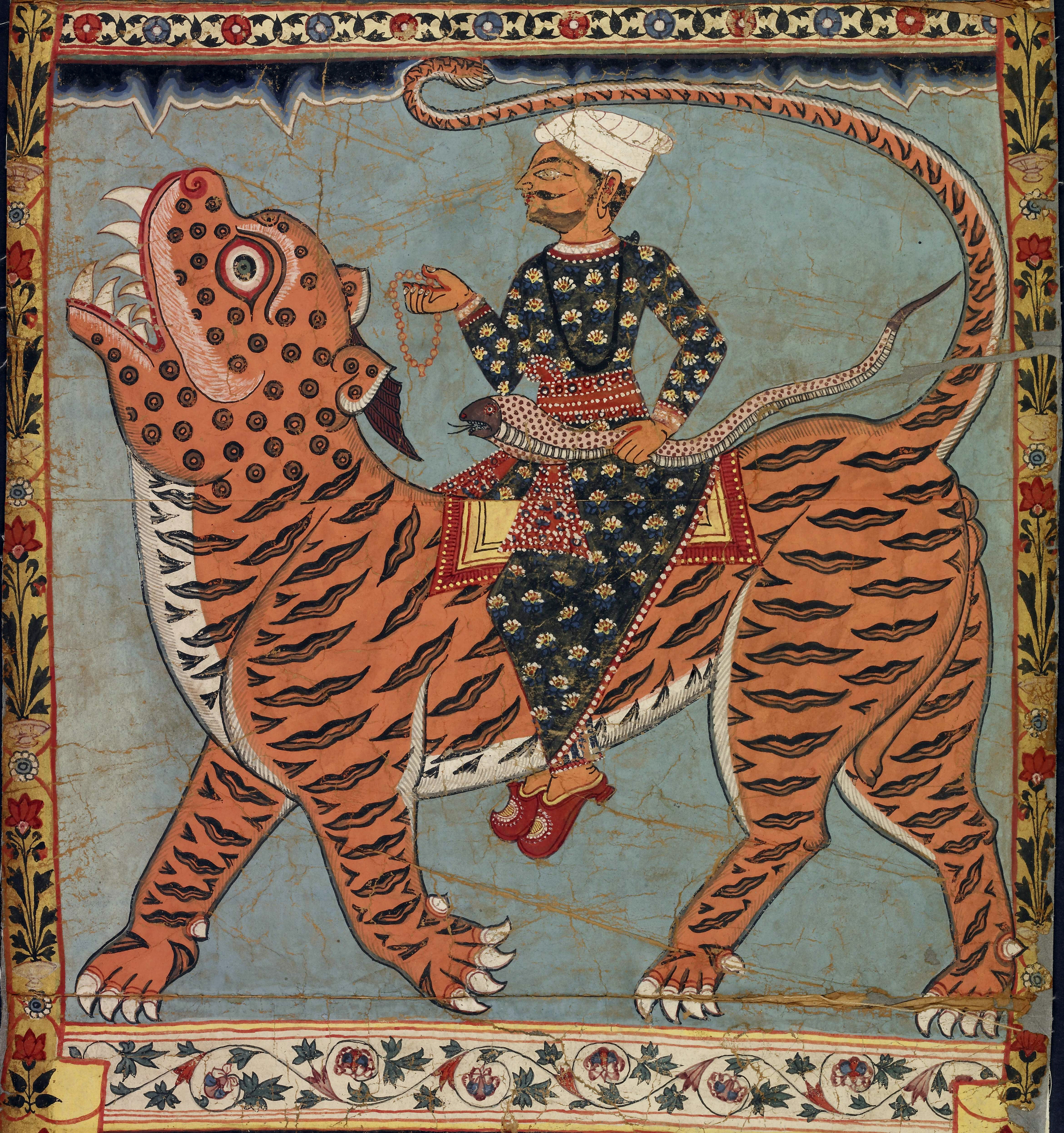
Segell representant a Ghazi cavalcant sobre un tigre de Bengala

## Immigració
Hi va haver un influx important de migrants provinents de l'Imperi safàvida amb destinació a Bengala durant el període mogol. Els funcionaris perses i els comandants militars eren allistats pel govern mogol a Bengala. Una comunitat armènia es va establir a Dhaka, controlant amb el temps el comerç tèxtil de la ciutat, pagant un impost del 3.5%.

## Economia i comerç

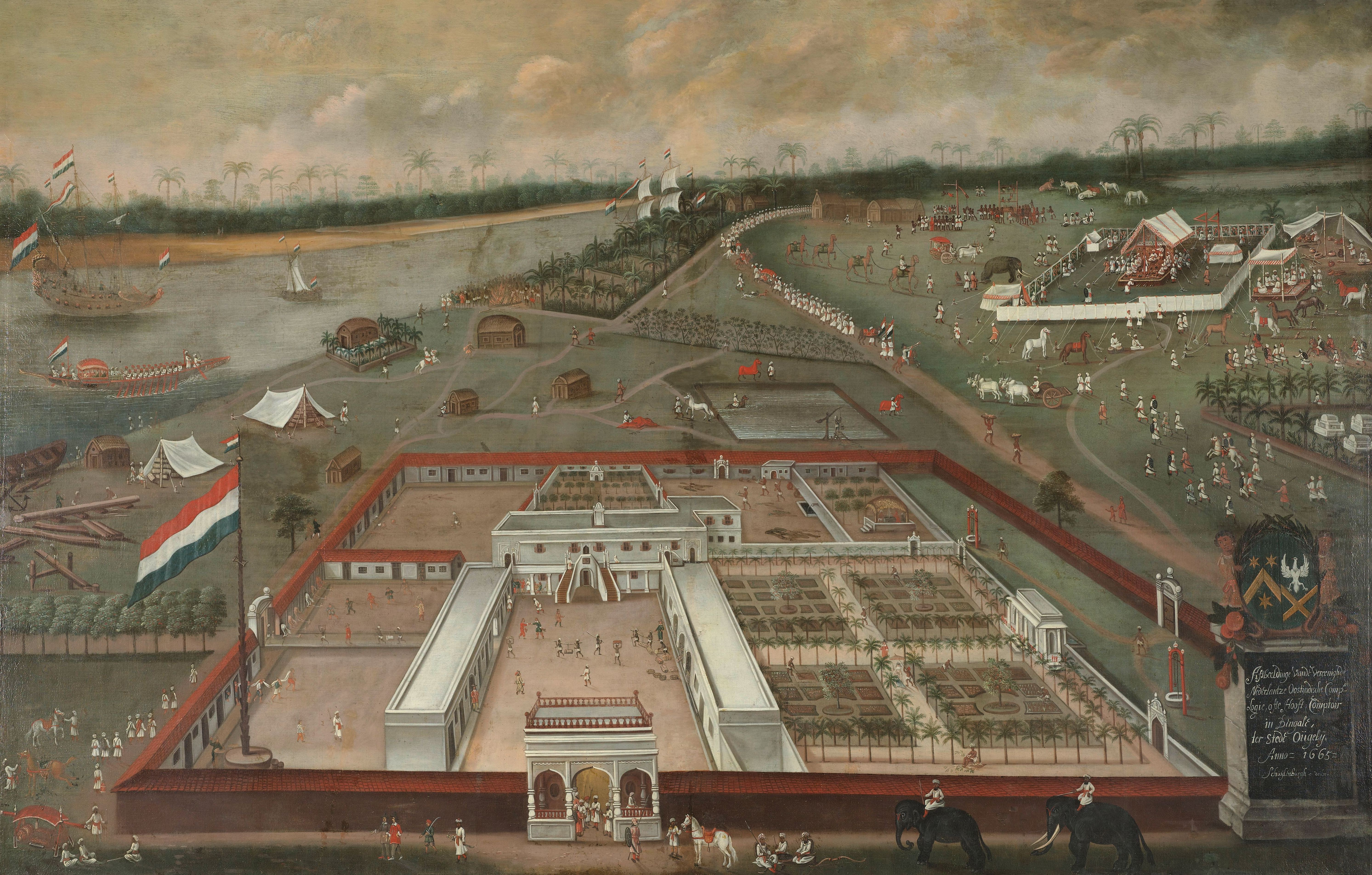
Enclavament comercial neerlangès a la Bengala mogol, el 1665

La Subah de Bengala va representar l'economia regional més important de l'imperi mogol. Va ser descrita com el paradís de les nacions. El 50% del producte de consum domèstic de l'imperi es produïa a Bengala. La regió exportava gra, teixits de mussolina i seda, licors i vins, sal, ornaments, fruites, metalls i perles. Les companyies europees hi van establir diversos enclavaments comercials, a Bengala, en el transcurs dels segles xvii i xviii. Dhaka era la ciutat més gran de la Bengala mogol, així com la capital comercial de l'Imperi. Chittagong era el port marítim més gran, amb rutes comercials marítimes que el connectaven amb Arakan, Ayodhya, Balasore, Aceh, Malaca, Johore, Bantam, Makassar, Ceylon, Bandar Abbas, La Meca, Jiddah, Bàssora, Aden, Masqat, Mokha i les Maldives.

## Divisions administratives
En la liquidació d'ingressos realitzada per Todar Mal el 1582, la Subah de Bengala es dividia en 24 sarkars (districtes), incloent 19 sarkars pròpiament de Bengala, i 5 sarkars d'Orissa. El 1607, durant el regnat de Jahangir, Orissa es va convertir en una Subah independent. Aquests 19 sarkars van ser dividits en 682 parganas. El 1658, després de la liquidació d'ingressos realitzada per Shah Shuja, es van afegir 15 nous sarkars i 361 parganas. El 1722, Murshid Quli Khan va dividir tota la Subah en 13 chakalahs, les quals van dividir-se, al seu torn, en 1660 parganas.
Inicialment, la capital de la Subah era Tanda. El 9 de novembre de 1595, els fonaments per construir una nova capital es van situar a Rajmahal, per part de Man Singh I, el qual la va reanomenar com a Akbarnagar. El 1610 la capital va passar de Rajmahal a Dhaka essent reanomenada Jahangirnagar. El 1639, Shah Shuja va tornar a moure la capital a Rajmahal. El 1660, Muazzam Khan (Mir Jumla) va retornar la capital a Dhaka. El 1703, Murshid Quli Khan, aleshores diwan (primer ministre responsable de les finances) de Bengala, va canviar la seva seu de Dhaka a Maqsudabad, que després va ser reanomenada com a Murshidabad.

Els sarkars (districtes) i les parganas (tehsils) de la Subah de Bengala eren:
| Sarkar                 | Pargana     |
| ---------------------- | ----------- |
| Udamabar (Tanda)       | 52 parganas |
| Jannatabad (Lakhnauti) | 66 parganas |
| Fathabad               | 31 parganas |
| Mahmudabad             | 88 parganas |
| Khalifatabad           | 35 parganas |
| Bakla                  | 4 parganas  |
| Purniyah               | 9 parganas  |
| Tajpur                 | 29 parganas |
| Ghoraghat              | 84 parganas |
| Pinjarah               | 21 parganas |
| Barbakabad             | 38 parganas |
| Bazuha                 | 32 parganas |
| Sonargaon              | 52 parganas |
| Sylhet                 | 8 parganas  |
| Chittagong             | 7 parganas  |
| Sharifabad             | 26 parganas |
| Sulaimanabad           | 31 parganas |
| Satgaon                | 53 parganas |
| Mandaran               | 16 parganas |

## Llistat de virreis

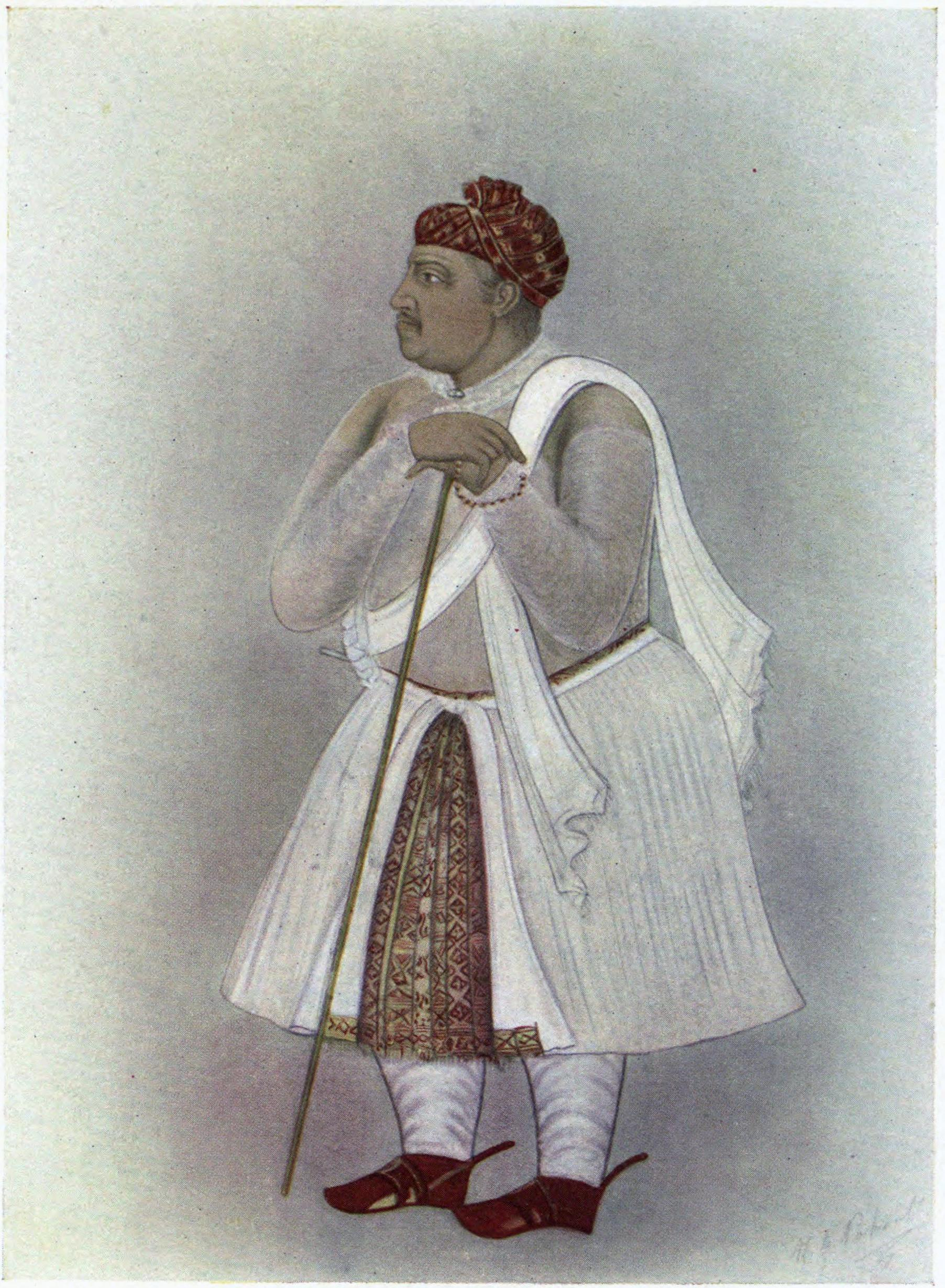
Man Singh I, virrei rajput de la Bengala mogol (1594–1606)

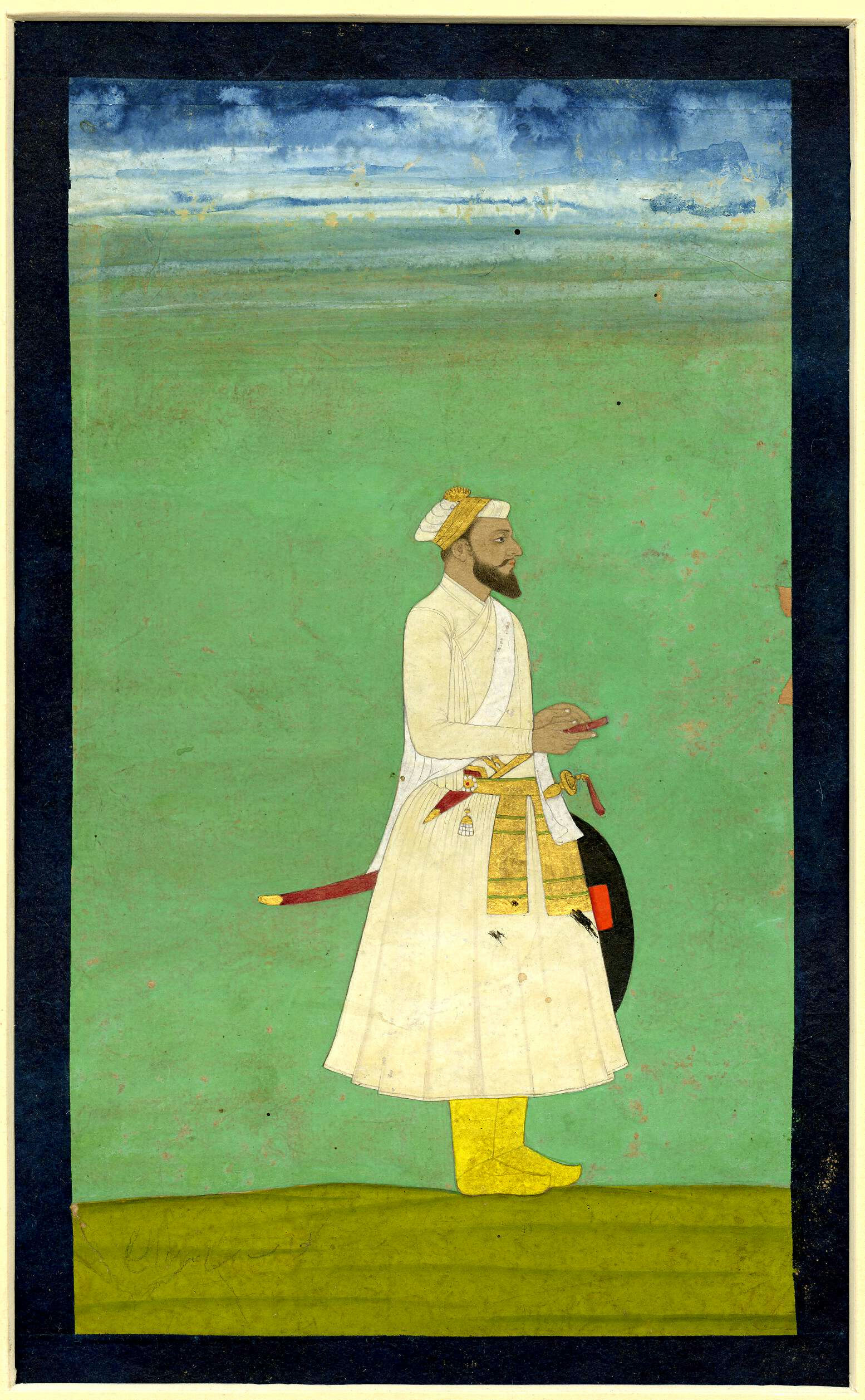
Shaista Khan, virrei (1664–1688)

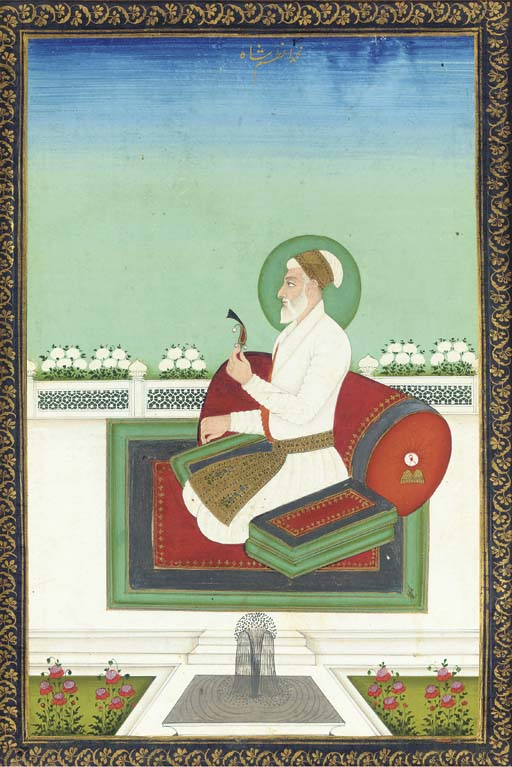
Viceroy Muhammad Azam Shah (1678–1679), més tard emperador mogol

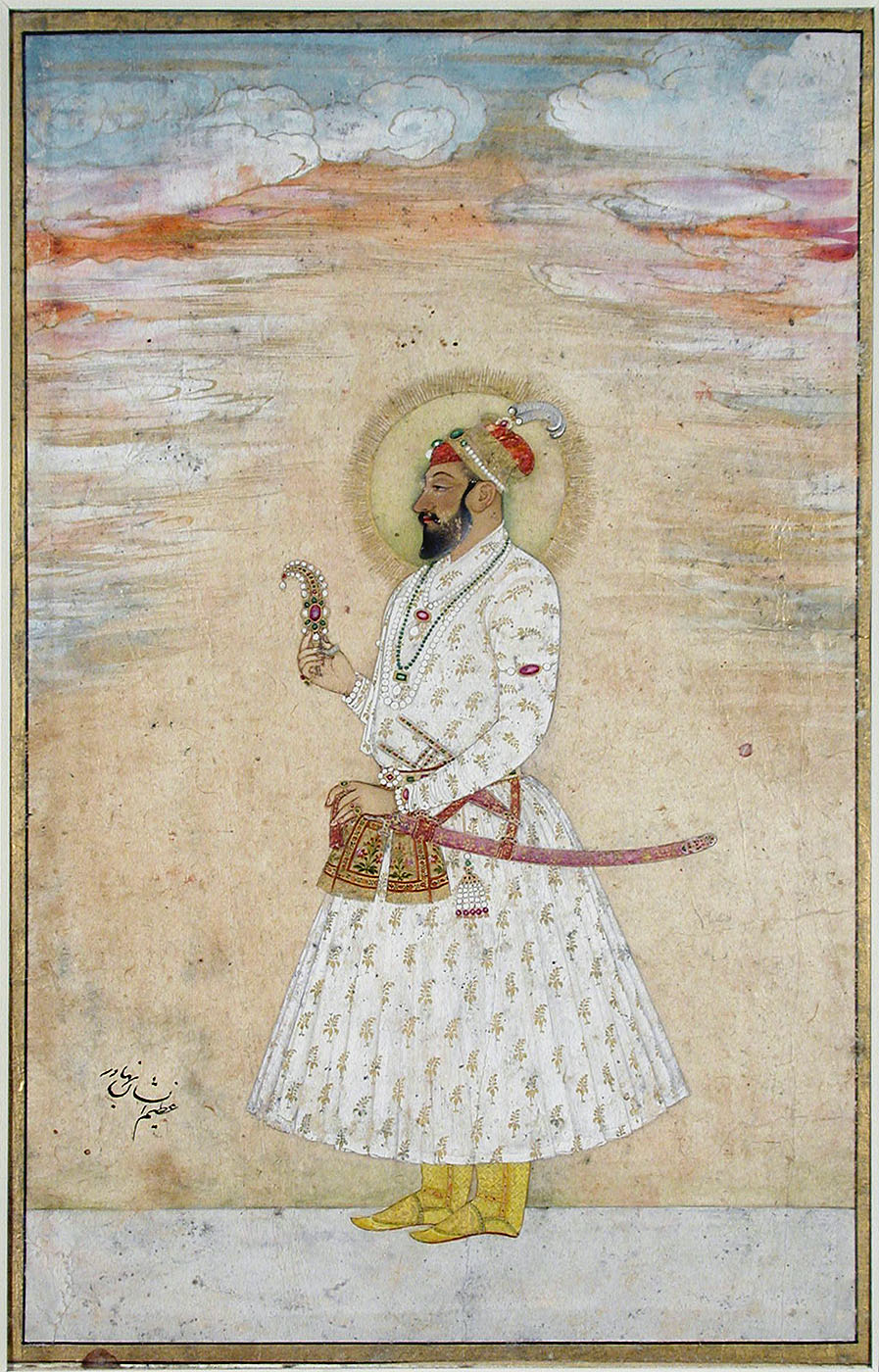
Viceroy Azim-us-Shan (1697–1712), més tard emperador mogol

| Munim Khan Khan-i-Khanan منعم خان، خان خاناں | 25 de setembre de 1574 – 23 d'octubre de 1575   |
| Hussain Quli Beg Khan Jahan I حسین قلی بیگ، خان جہاں اول                                                                                           | 15 de novembre de 1575 – 19 de desembre de 1578 |
| Muzaffar Khan Turbati مظفر خان تربتی | 1579–1580                                       |
| Mirza Aziz Koka Khan-e-Azam میرزا عزیز کوکہ،خان اعظم                                                                                               | 1582–1583                                       |
| Shahbaz Khan Kamboh شھباز خان کمبوہ | 1583–1585                                       |
| Sadiq Khan صادق خان | 1585–1586                                       |
| Wazir Khan Tajik وزیر خان | 1586–1587                                       |
| Sa'id Khan سعید خان | 1587–1594                                       |
| Raja Man Singh I راجہ مان سنگھ | 4 June 1594 – 1606                              |
| Qutb-ud-din Khan Koka قطب الدین خان کوکہ | 2 September 1606 – May 1607                     |
| Jahangir Quli Beg جہانگیر قلی بیگ | 1607–1608                                       |
| Sheikh Ala-ud-din Chisti Islam Khan Chisti اسلام خان چشتی                                                                                          | June 1608 – 1613                                |
| Qasim Khan Chishti قاسم خان چشتی | 1613–1617                                       |
| Ibrahim Khan Fateh Jang ابراہیم خان فتح جنگ | 1617–1622                                       |
| Mahabat Khan محابت خان | 1622–1625                                       |
| Mirza Amanullah Khan Zaman II میرزا أمان اللہ ، خان زماں ثانی                                                                                      | 1625                                            |
| Mukarram Khan مکرم خان | 1625–1627                                       |
| Fidai Khan فدای خان | 1627–1628                                       |
| Qasim Khan Juvayni Qasim Manija قاسم خان جوینی، قاسم مانیجہ                                                                                        | 1628–1632                                       |
| Mir Muhammad Baqir Azam Khan میر محمد باقر، اعظم خان                                                                                               | 1632–1635                                       |
| Mir Abdus Salam Islam Khan Mashhadi اسلام خان مشھدی                                                                                                | 1635–1639                                       |
| Sultan Shah Shuja شاہ شجاع | 1639 -1660                                      |
| Mir Jumla II میر جملہ | May 1660 – 30 March 1663                        |
| Mirza Abu Talib Shaista Khan I میرزا ابو طالب، شایستہ خان                                                                                          | March 1664 – 1676                               |
| Azam Khan Koka, Fidai Khan II اعظم خان کوکہ، فدای خان ثانی                                                                                         | 1676–1677                                       |
| Sultan Muhammad Azam Shah Alijah محمد اعظم شاہ عالی جاہ                                                                                            | 1678- 1679                                      |
| Mirza Abu Talib Shaista Khan I میرزا ابو طالب، شایستہ خان                                                                                          | 1679–1688                                       |
| Ibrahim Khan ibn Ali Mardan Khan ابراہیم خان ابن علی مردان خان                                                                                     | 1688–1697                                       |
| Sultan Azim-us-Shan عظیم الشان | 1697–1712                                       |
| D'altres nomenats però que no hi van exercir, entre 1712 i 1717, i dirigit pel canceller Subahdar [[[Murshid Quli Jafar Khan\|Murshid Quli Khan]]. |                                                 |
| Murshid Quli Khan مرشد قلی خان | 1717–1727                                       |

## Llistat de Nawab Nazims
| Retrat          | Nom titular                | Nom personal                   | Naixement                               | Regnat                                 | Mort                |
| --------------- | -------------------------- | ------------------------------ | --------------------------------------- | -------------------------------------- | ------------------- |
| Dinastia Nasiri |                            |                                |                                         |                                        |                     |
|                 | Jaafar Khan Bahadur Nasiri | Murshid Quli Khan              | 1665                                    | 1717– 1727                             | 30 de juny de 1727  |
|                 | Ala-ud-Din Haidar Jang     | Sarfaraz Khan Bahadur          | ?                                       | 1727-1727                              | 29 d'abril de 1740  |
|                 | Shuja ud-Daula             | Shuja-ud-Din Muhammad Khan     | Al voltant de 1670 (data no disponible) | Juliol de 1727 – 26 d'agost de 1739    | 26 d'agost de 1739  |
|                 | Ala-ud-Din Haidar Jang     | Sarfaraz Khan Bahadur          | ?                                       | 13 de març de 1739 – Abril de 1740     | 29 d'abril de 1740  |
| Dinastia Afsar  |                            |                                |                                         |                                        |                     |
|                 | Hashim ud-Daula            | Muhammad Alivardi Khan Bahadur | Abans del 10 de maig de 1671            | 29 d'abril de 1740 – 9 d'abril de 1756 | 9 d'abril de 1756   |
|                 | Siraj ud-Daulah            | Muhammad Siraj-ud-Daulah       | 1733                                    | Abril de 1756 – 2 de juny de 1757      | 2 de juliol de 1757 |